# 尤甘斯克石油
俄油-尤甘斯克石油(俄語：Юганскнефтегаз)--俄罗斯国家石油公司，俄罗斯石油旗下主要的钻采企业，俄罗斯最大的石油开采企业之一。

## 历史
尤甘斯克石油于1964年创建，公司在涅夫捷尤甘斯克市和佩蒂亚赫市的领域进行作业。原名为“尤甘斯克石油股份公司”，2006年10月改为现名。2013年开采6617万吨，占全俄开采量12%。总部位于尤甘斯克市。